# Vic Beasley
Victor „Vic“ Beasley Junior (* 8. Juli 1992 in Adairsville, Georgia) ist ein US-amerikanischer American-Football-Spieler auf der Position des Defensive Ends, der zuletzt bei den Las Vegas Raiders in der National Football League (NFL) unter Vertrag stand. Von 2015 bis 2019 spielte er für die Atlanta Falcons, anschließend war er für die Tennessee Titans aktiv.
Aktuell spielt Beasley für die Arlington Renegades in der United Football League (UFL).

## Highschool
Beasley ging auf die Highschool in Adairsville, Georgia, wo er Football als Runningback und in der Defensive Line spielte. 

## College
Ab 2010 besuchte er die Clemson University, South Carolina. Hier spielte er in seiner ersten Saison neun Spiele für die Clemson Tigers. 2013 und 2014 erhielt er eine All-American-Auszeichnung. Beasley wäre schon im NFL-Draft 2014 zugelassen worden, entschied sich jedoch, ein weiteres Jahr am College zu bleiben, um seinen Abschluss zu machen.

## NFL
Im NFL Draft 2015 wurde er in der ersten Runde als achter Spieler von den Atlanta Falcons ausgewählt. Bereits am zweiten Spieltag der NFL verzeichnete Beasley seinen ersten Sack. Am 16. Spieltag sackte er Cam Newton im Spiel gegen die Carolina Panthers. Dieser fumblete den Ball. Die Folge war die erste und einzige Niederlage der Carolina Panthers in der Saison 2015. In seiner zweiten NFL-Saison erzielte er 15,5 Sacks, womit er die NFL anführte, und wurde zum ersten Mal in den Pro Bowl gewählt. Er erreichte nach der Saison mit den Falcons den Super Bowl LI, der aber mit 28:34 gegen die New England Patriots verloren wurde.
Vor der Saison 2020 einigte sich Beasley auf einen Einjahresvertrag mit den Tennessee Titans. Nach dem 8. Spieltag der Saison entließen die Titans Beasley.
Am 23. November nahmen die Las Vegas Raiders Beasley in ihren Practice Squad auf.

## XFL
Beasley wurde im XFL-Front-Seven-Draft an erster Stelle von den Vegas Vipers ausgewählt. Beim Dispersal Draft zur neugebildeten United Football League (UFL) im Januar 2024 wählten die Arlington Renegades Beasley aus.